# HD 4208 b
HD 4208 b는 조각가자리 방향으로 지구로부터 약 106.6광년 떨어진 곳에 있는 외계 행성이다. 캘리포니아-카네기 행성탐사팀이 2001년 10월 15일 켁 망원경을 이용, 도플러 분광법을 응용하여 발견했다. b의 최소 질량은 목성의 80퍼센트 수준이지만, 궤도경사각이 밝혀져 있지 않기 때문에 실제 질량은 이보다 더 클 가능성이 있다. 항성으로부터의 거리는 약 1.67AU로 태양~화성 거리보다 조금 더 멀다. 궤도 이심률은 매우 작아서 거의 원에 가갑다. 불행히도 이 행성이 위성을 거느리고 있더라도 그 위성의 표면에 액체 물이 존재할 가능성은 낮다. 따라서 생명체가 존재하려면 유로파처럼 두꺼운 얼음층 밑에 바다가 형성되어 있어야 할 것이다.

## 같이 보기
- HD 4203 b
- HD 4308 b

## 참고 문헌
- (영어) Vogt;  외. (2002). “Ten Low-Mass Companions from the Keck Precision Velocity Survey”. 《The Astrophysical Journal》 568 (1): 352–362. doi:10.1086/338768. 2019년 12월 7일에 원본 문서에서 보존된 문서. 2009년 6월 21일에 확인함.
- (영어) Butler;  외. (2006). “Catalog of Nearby Exoplanets”. 《The Astrophysical Journal》 646 (1): 505–522. doi:10.1086/504701. 2019년 12월 7일에 원본 문서에서 보존된 문서. 2009년 6월 21일에 확인함.